# Kościół św. Mikołaja w Lubzinie
Kościół św. Mikołaja Biskupa w Lubzinie - kościół rzymskokatolicki w Lubzinie, znajdujący się w diecezji tarnowskiej, w dekanacie Pustków-Osiedle.

## Historia
Historia kościoła sięga początków (XX w.). Podobno pierwszy drewniany i konsekrowany kościół został wzniesiony około 1277 r., o czym wspomina Jan Długosz w swych kronikach. W drugiej połowie XVII w. wybudowano nową świątynię, również z drewniana. Konsekracji dokonał bp krakowski Mikołaj Oborski. Był to kościół pod wezwaniem św. Mikołaja.
W roku 1891 wybudowano kaplicę Matki Bożej Różańcowej. Na jej miejscu stoi obecny kościół pw. św. Mikołaja. Wybudowany w latach 1904-1906 dzięki staraniom ks. proboszcza Macieja Miętusa i starej fundacji Józefy Paliszewskiej z 1871 r.
Wyposażenie kościoła pochodzi z XIX -XX w. Ołtarz z początku XX, wykonany z drewna przez Wojciecha Samka, Stanisława Brudnego, Walentego Lisieńskiego.
W 2010 r. kościół gruntownie odnowiono.

## Dzwonnica
Na dzwonnicy umieszczone są 3 dzwony:
- największy z nich ma imię Maryja Królowa Polski
- średni nosi imię św. Wojciech
- najmniejszy z dzwonów nosi imię św. Stanisław Męczennik

Zostały one odlane w 1962 r. w firmie Drożdż-Kubica w Dąbrowie Górniczej. Poświęcenia w 1962 r. dokonał bp Jerzy Ablewicz.